# Folding Sogn
Folding Sogn er et sogn i Malt Provsti (Ribe Stift).
I 1800-tallet var Folding Sogn anneks til Malt Sogn. Begge sogne hørte til Malt Herred i Ribe Amt. Malt-Folding sognekommune blev senere delt, så hvert sogn var en selvstændig sognekommune. Ved kommunalreformen i 1970 blev Malt indlemmet i Vejen Kommune. Folding indgik allerede inden kommunalreformen i Brørup Kommune, der ved strukturreformen i 2007 også indgik i Vejen Kommune.
I Folding Sogn ligger Folding Kirke og Museet Sønderskov Hovedgård.
I sognet findes følgende autoriserede stednavne:
- Brørup (bebyggelse)
- Folding Gårde (bebyggelse)
- Foldingbro (bebyggelse)
- Harbjerg (bebyggelse)
- Langeskov (areal)
- Nørbølling (bebyggelse, ejerlav)
- Nørre Folding (bebyggelse)
- Staghøj (areal)
- Sønderskov Mark (bebyggelse)
- Vældingbjerg (areal)
- Øster Folding (bebyggelse)
- Ågesbøl (bebyggelse)